# Sjung till Jesu ära
Sjung till Jesu ära är en sång som Kaleb Swensson-Tollin översatte från engelska före 1907 och som sedan bearbetades 1986. Sången är troligen tonsatt av Peter August Wanngård före 1907.

## Publicerad som
- Nr 662 i Psalmer och Sånger 1987 under rubriken "Att leva av tro - Verksamhet - kamp - prövning".[1]